# غزال المقدشية
غزال بنت أحمد بن علوان (غزال المقدشية أو غزال العنسية)، شاعرة وحكيمة يمنية من شعراء العامية في اليمن عاشت في القرن التاسع عشر الميلادي وتوفيت بعد 1266 هـ / 1850 م اشتهرت باسم المقدشية نسبة إلى قبيلة المقادشة الذين يسكنون قرية حَوَروَر، من ناحية مديرية ميفعة عنس في محافظة ذمار.

## نبذة
عرفت بانها كانت ذات حسن وجمال، وتنتمي إلى اسرة ريفية متوسطة الحال وعرف شعرها بالحكم والفصل وتناقلته الألسن في المدن والأمصار اليمنية

## مقتطفات من قصائدها
| غزال المقدشية | قالوا غزال وامها سرعة بنات الخمس مابه خمس ياعباد الله مابه سدس. من قد ترفع لوى راسه وعد البقش وقال لابأس يحبس ومايحتبس سوا سوا ياعباد الله متساويه ماحد ولد حر والثاني ولد جارية عيال تسعة وقالوا بعضنا بيت ناس وبعضنا بيت ثاني عينة ثانية | غزال المقدشية |